# Papa Feliks
Ukupno su bila trojica papa imena Feliks:
- Feliks I. (269. – 274.)
- Feliks III. (526. – 530.)
- Feliks IV. (526. – 530.)

Postojala su i dvojica protupapa ovog imena:
- Feliks (II.), protupapa (355. – 365.)
- Feliks V., protupapa (1439. – 1449.)